# 777 Tower
La 777 Tower è un grattacielo di Los Angeles progettato da César Pelli, per cui è talora indicato anche con il nome di Pelli Tower. Il numero 777 deriva invece dal suo indirizzo al 777 di South Figueroa Street, nella Downtown di Los Angeles.
Costruito nel 1988-1991 dalla South Figueroa Plaza Associates, con i suoi 221 m d'altezza distribuiti su 52 piani è il settimo grattacielo più alto di Los Angeles. Ha una hall realizzata con marmo italiano, mentre l'esterno è rivestito in metallo bianco e vetro. La torre è uno dei tre edifici comunemente indicati come 7th+Fig (cioè l'incrocio fra la West 7th Street e la South Figueroa Street), il secondo è la Ernst & Young Plaza di 41 piani (le due torri erano inizialmente note come le Citicorp Towers) mentre il terzo, annidato fra i due precedenti, è il 7+Fig Shopping Center (3 piani con una cinquantina di negozi). La 777 Tower è di proprietà della Maguire Properties Inc. e, fra gli altri uffici, ospita anche su cinque piani (dal 14º al 18º) la sezione per il credito commerciale delle assicurazioni AIG.

## Riconoscimenti
- 1993: premiata dal Los Angeles Business Council come Best High Rise Commercial Building,
- 1994: il Los Angeles Business Council le ha attribuito il Beautification Award,
- 1996: la Building Owners and Managers Association (BOMA International) le ha attribuito il Building of the Year Award.

## Collegamenti esterni

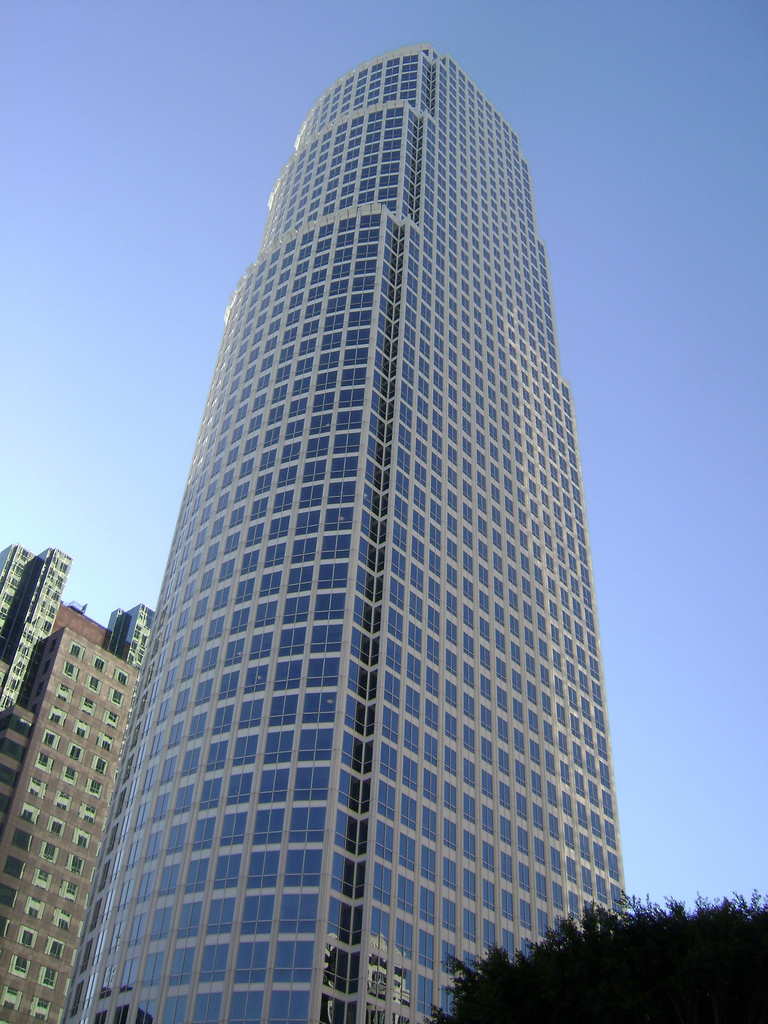
La 777 Tower è il sesto grattacielo più alto di Los Angeles.